# Le Jour d’Après. Soutenir une transition démocratique en Syrie
The Day After / Le Jour d’Après est un projet présenté le 28 août 2012 à Berlin dans le contexte de la guerre civile syrienne. Il réunit 45 figures issues des diverses franges de l’opposition qui tente depuis mars 2011 de renverser le régime de Bachar el-Assad. Élaboré en secret, ce plan d'une centaine de pages propose en détail une transition pour la Syrie post-Assad. 

## Contexte et aperçu du projet
De janvier à juin 2012, un groupe d’environ 45 Syriens, soutenu par des experts internationaux des processus de transition, s’est réuni à six reprises (principalement en Allemagne, mais aussi en Suisse, aux Pays-Bas et en Norvège avec l'appui d'organisations non gouvernementales) afin de définir une vision commune du futur démocratique de la Syrie. Il s’agissait de définir les objectifs et principes d’une transition et de mettre au point un projet de transition concret et précis, bien que flexible, pour l’après-Assad.  Le projet a été conçu après constatation du manque de vision unifiée du futur de la Syrie et de l’absence de plans concrets et détaillés pour répondre aux défis considérables qui viendront accompagner la transition post-Assad. 
Le document publié dans le cadre du projet n’a pas vocation à imposer un modèle de transition. En effet, les participants n’ont pas envisagé leur travail comme un plan stratégique à suivre étape par étape. L’intention était plutôt d’apporter une contribution substantielle au débat syrien sur l’idée d’une Syrie post-Assad, ce à quoi elle doit ressembler et les moyens à mettre en place pour y parvenir. En ce sens, le projet doit être appréhendé comme une invitation au débat et à la discussion – à l’adresse des Syriens eux-mêmes avant tout. 
Des délibérations se sont tenues au sein de six groupes de travail différents, traitant chacun d’un secteur clé de la transition politique : État de droit, justice transitionnelle, réforme du secteur de la sécurité, réforme électorale et formation d’une Assemblée constituante,  élaboration d’une constitution, restructuration économique et politique sociale. Chacun de ces six groupes a identifié buts, objectifs et défis, échafaudé des stratégies et formulé des recommandations. À la fin août 2012, un document a été publié dans le cadre du projet. Celui-ci fournit une vision complète d’un ordre post-Assad, définit principes et objectifs, identifie défis et risques et formule des recommandations dans ces six domaines clés. Le document recommande également des mesures à mettre en place immédiatement afin de poser les bases de la future transition. 
Le projet a été financé et appuyé par le Département fédéral suisse des affaires étrangères, le Département d'État américain, une fondation américaine créée par le Congrès des États-Unis (l'Institut des États-Unis pour la Paix), une fondation allemande (l'Institut allemand pour les affaires internationales et la sécurité), et deux ONG néerlandaise et norvégienne.

## Structure
Le Comité Exécutif Syrien, tête du projet, a accepté de se constituer en association à but non lucratif, The Day After Project, sur le point d’être enregistrée en Belgique. Un bureau temporaire qui doit s’installer à Istanbul, le Syrian Transition Support Network, va superviser les développements ultérieurs et l’application des recommandations formulées dans le cadre du projet, cela dans trois domaines clés : réforme du secteur de la sécurité, justice transitionnelle et État de droit. 
Plusieurs membres du Comité Exécutif et participants aux groupes de travail ont demandé que leurs noms ne soient pas divulgués pour des raisons de sécurité. On retrouve parmi les participants certains membres ou anciens membres du Conseil national syrien ainsi que des membres des Frères musulmans. Le comité exécutif rassemble quant à lui essentiellement des universitaires en exil.

### Membres du Comité Exécutif
- Afra Jalabi
- Amr Al-Azm
- Diaa Doughmosh
- Emad Tinawi
- Murhaf Jouejati
- Najib Ghadbian
- Rafif Jouejati
- Rami Nakhla
- Sadek Jalal Al-Azm
- Salam Kawakibi
- Wajdy Mustafa

### Participants aux groupes de travail
- Abdulah Alsayed
- Abdulrahman Alhaj
- Ayman Al-Omar
- Bassam Ishak
- Bassma Kodmani
- Eiad Charbaji
- Fares Helou
- Fawaz Tello
- Ferhad Ahma
- Hammam Yousef
- Hozan Ibrahim
- Husam Alkatlaby
- Kamal Allabwani
- Mahmoud al-Hamza
- Mazen Hashem
- Molham Aldrobi
- Muna Jondy
- Osama Kadi
- Oubab Khalil
- Radif Moustafa
- Radwan Ziadeh
- Rajaa Al-Talli
- Sadiqu Al-Mousllie
- Sawsen Raslan
- Yasser Tabbara